# Samantha Barendson
Samantha Barendson est une poète française, argentine et italienne née le 16 avril 1976 en Espagne. Elle vit actuellement à Lyon.
Elle écrit et propose des lectures aussi bien en français qu'en espagnol ou italien.
Le 11 mars 2015, le prix René-Leynaud, nouveau prix de poésie – du nom du poète résistant lyonnais – a été remis à Samantha Barendson, pour son recueil Le Citronnier, au centre d'histoire de la résistance et de la déportation de Lyon à l’occasion de la 17e édition lyonnaise du Printemps des poètes.
Depuis 2016, Samantha Barendson a été sélectionnée par le Printemps des poètes et dans le cadre du projet Versopolis. Elle est régulièrement invitée dans des festivals internationaux de poésie en Europe, mais également hors-Europe.

## Biographie
Née en 1976 en Espagne, de père italien et de mère argentine, elle a une sœur et deux frères. Samantha Barendson vit aujourd’hui à Lyon et travaille à l’École normale supérieure. Comme elle, ses textes voyagent d’une langue à une autre.
Auteure de poésie et de pièces de théâtre, elle aime surtout travailler avec d’autres poètes, peintres, illustrateurs, photographes, danseurs ou musiciens.
Elle aime aussi déclamer, crier, hurler ou chanter ses textes sur scène, un peu frustrée de n’être pas une chanteuse de tango.
Après avoir étudié la littérature hispano-américaine à l'Université Lumière Lyon, et plus particulièrement les nouvelles de Cortázar et l'absence de ponctuation dans L’automne du patriarche de Gabriel García Márquez, elle se consacre à la traduction puis à l'écriture.
Avec Katia Bouchoueva, Béatrice Brérot, Yve Bressande, Grégoire Damon, Bernard Deglet, Rafaële Mamane, Grégory Parreira, Michel Thion et Aurora Vélez Garcia, elle fait partie du Collectif "Le syndicat des poètes qui vont mourir un jour", dont le principal objectif est de promouvoir la poésie pour tous et partout : "Promouvoir la poésie orale ; la faire sortir des livres pour la rendre accessible à tous ; oser la poésie dans tous les lieux ; proposer des lectures publiques dynamiques ainsi que des performances".
Avec Nina Yargekov et Karim Kattan, elle fait partie depuis 2018 du groupe de rock industriel KNS.

## Œuvres

### Livres
- Americans don't walk / Les Américains ne marchent pas (poésie), Le chat polaire, 2021,  (ISBN 978-2-931028-12-4)
- Alto mare (poésie), La passe du vent, 2020,  (ISBN 978-2-84562-354-5)
- Tu m'aimes-tu ? (poésie), Le chat polaire, 2019,  (ISBN 978-2-9310-2801-8)
- Mon citronnier (roman), Éditions Jean-Claude Lattès, 2017,  (ISBN 978-2-7096-5679-5)
- Machine arrière (poésie), La passe du vent, 2016,  (ISBN 978-2-84562-301-9)
- Le Citronnier (poésie), éditions Le pédalo ivre, 2014,  (ISBN 979-10-92921-03-8)
- Les Délits du corps/Los delitos del cuerpo (poésie), Christophe Chomant éditeur, 2011,  (ISBN 978-28-49622-13-1)
- Des coquelicots (poésie), Pré # carré éditeur, 2011,  (ISBN 978-2-915-773-53-8)
- Le poème commun (poésie) avec Jean de Breyne, Ed. Lieux-dits, Collection Duos, 2012,  (ISBN 978-2-918113-07-2)

### Livres d'artiste
- Lumignons, avec André Jolivet, 2016
- Partir, avec Max Partezana, 2016
- San Telmo, avec Claude Marchat, 2015
- Froid, avec Jean-Gilles Badaire, 2015
- Le frêne, avec Jean-Marc Scanreigh, 2014
- Le mur, avec Max Partezana, 2014
- Horizonts / Horizontes, avec Max Partezana, L3V, 2013
- Une feuille fermée, avec Max Partezana, 2012
- Chartae Memoriae, avec Max Partezana, 2012
- El vuelo de la muerte, avec Aaron Clarke, 2011
- Empreintes ferroviaires, avec Max Partezana, 2011
- Paysage alcaloïdes, avec Max Partezana, 2011
- De rouges coquelicots, avec Max Partezana, 2011
- La esencia de un recuerdo / L'essence d'un souvenir, avec Mathieu Devavry, 2010

### Pièces de théâtre
- Silence de Plume, mise en scène Manuel Pons, L'eukaryote théâtre avril 2012
- À te regarder, ils s’habitueront, mise en scène Manuel Pons, théâtre des Asphodèles, 31 mai 2011

### Collaborations
- Présents composés, de Juan Joseph Ollu, Montréal, Annika Parance Éditeur, 2020  (ISBN 978-2-923830-34-6)
- 50, coécrit avec Estelle Fenzy, La Boucherie Littéraire, 2022, 68 pages  (ISBN 979-10-96861-54-5)

## Anthologies
Des œuvres de Samantha Barendson figurent également dans plusieurs anthologies :
- Du Feu que nous sommes, Abordo Éditions, 2019,  (ISBN 979-10-92965-21-6)
- Grand Tour. Reisen durch die junge Lyrik Europase, Hanser, 2019,  (ISBN 978-34-46261-82-2)
- Peinture et poésie (catalogue anthologique de peintures & poésie), Musée Paul-Valéry, Éditions midi-pyrénéennes, 2018,  (ISBN 979-10-93498-28-7)
- Il corpo, l’eros (poésie), Ladolfi editore, 2018,  (ISBN 978-2-36229-167-8)
- L’Ardeur – ABC poétique du vivre plus (poésie), Bruno Doucey, 2018,  (ISBN 978-8-86644-395-7)
- DUOS, 118 jeunes poètes né(e)s à partir de 1970 (poésie), Maison de la Poésie Rhône-Alpes, 2018
- Hommes de l’avenir, souvenez-vous de nous ! (poésie), La passe du vent, 2018,  (ISBN 978-2-84562-318-7)
- Rémanence, Blizz'Art, 2017
- Tango (poésie), éditions Macana, 2016.
- Marlène Tissot & compagnie (recueil de poésie d'auteurs proches de l'univers de Marlène Tissot), Mgv2-publishing, 2015,  (ISBN 978-1-326-49767-5)
- Fertile (recueil de poésie à l'occasion du marché Les tupiniers du Vieux Lyon), L'atelier du Hanneton, 2015,  (ISBN 978-2-914543-34-7)
- Un printemps sans vie brûle : avec Pier Paolo Pasolini (poésie), éditions La passe du vent, 2015,  (ISBN 978-2-84562-269-2)
- Voix de la Méditerranée - Anthologie poétique 2014 (poésie), éditions La passe du vent, 2014,  (ISBN 978-2-84562-252-4)
- Jouïr ! Souaf ! Camarades ! apéros-poétiques au CEDRATS (poésie), CEDRATS éditions, 2013
- La terre vue du slip - anthologie illustrée (poésie), éditions Macana, 2013
- La (petite) culotte dans la poésie contemporaine (poésie), éditions Macana, 2012
- Cross a la Mandíbula/Direct dans la mâchoire (poésie), éditions Nuit myrtide, 2009,  (ISBN 2-913192-95-5)
- Enfants d'Italiens, quelle(s) langue(s) parlez-vous ? (essai), Géhess éditions, 2009,  (ISBN 978-2-354640-53-8)
- Voix argentines (poésie), L'arbre à paroles, 2008,  (ISBN 978-2-87406-423-4)